# Сушко Ігор
Сушко Ігор (Див, Ігор, Хмурий; 1923, Волиця, Жовківський район, Львівська область — 5 вересня 1945, Сокіл, Кам'янка-Бузький район, Львівська область) — Лицар Срібного хреста бойової заслуги УПА 1 класу

## Життєпис
Працівник VI політвиховного відділу військового штабу ВО-2 «Буг» і редактор часопису «Стрілецькі вісті» (06.1944-5.09.1945), відпоручник ВШ ВО-2 «Буг» (1945). Старший булавний (1.12.1944), хорунжий (5.09.1945), поручник-політвиховник (5.09.1945); відзначений Бронзовим хрестом бойової заслуги (20.07.1945) та Срібним хрестом бойової заслуги 1 класу (8.02.1946).